# Ouled Yaich (Marocco)
Ouled Yaich  (in arabo أولاد يعيش‎?) è un centro abitato e comune rurale del Marocco situato nella provincia di Béni Mellal, regione di Béni Mellal-Khénifra. Conta una popolazione di 27 476 abitanti (censimento 2014).
La città è nota per la sua carne e il suo clima estivo estremamente caldo.